# La Riera (Sant Pere de Torelló)
la Riera fou una mas al costat d'un gual que forma el riu Ges a l'est del nucli de Sant Pere de Torelló (Osona). Fou derruïda als anys 80 al moment d'adaptar el terreny per a fer una urbanització. La masia era de grosses dimensions, de planta rectangular, molt llargada i construïda aprofitant el desnivell del terreny. era orientada a migdia i presentava dos portals d'accés, paral·lels al carener. El de la part dreta, que correspon a l'edificació primitiva, era dovellat. el mur de llevant presentava una finestra conopial. La part esquerra de la banda de migdia corresponia a una edificació més recent, presentava un portal rectangular amb decoracions d'estuc i línies clàssiques. Per la part de ponent constava de tres pisos, a nivell del primer i el segon s'obrien galeries orientades oest/sud. Al cim del carener, entre la construcció antiga i la moderna s'elevava una llanterna coberta a quatre vessants amb mosaic.
Antic mas, en terme del qual s'hi estableix ja al segle xiv un molí, nomenat molí de la riera de Vallver. Aquest mas el trobem registrat al fogatge de la parròquia i terme de Sant Pere de Torelló l'any 1553. Aleshores habitava el mas Francesch Riera. L'ampliació de l'antic mas es degué realitzar al canvi del segle xix al segle xx, a jutjar per les característiques constructives de la part esquerra de l'edificació, quedant establerta així un habitatge per als propietaris i un per als masovers.